# Bertrand Clauzel
Bertrand Clauzel vagy Clausel [ejtsd: klozel] (Mirepoix, 1772. december 12. – Cintegabelle, 1842. április 21.) gróf, francia tábornagy és politikus.

## Élete
1791-ben hadi szolgálatba lépett, s mint Perignon tábornok hadsegéde 1794 és 1795-ben a spanyol hadjáratokat küzdötte végig és 1799-ben Észak-Itáliában egy dandárt vezényelt. 1802-ben Charles Leclerc tábornokkal San Domingóba vitorlázott, 1804-ben pedig hadosztályparancsnok lett az északi hadseregnél. 1809-ben Dalmáciában tűnt ki.
1810-től kezdve ismét Spanyolországban küzdött, 1812-ben pedig Napóleon az északi spanyol hadsereg főparancsnokává tette. XVIII. Lajos a gyalogság főfelügyelőjévé nevezte ki. Ennek dacára Clauzel Napóleon visszatértekor rögtön ennek pártjára állott és a visszatérő Bourbonoknak derekasan ellenszegült. Ezért 1815-ben hazaárulónak nyilvánították, mire Észak-Amerikába menekült, ahol Mobile mellett telepítvényt alapított és önigazolása ügyében röpiratot is kiadott.
1820-ban visszatért Franciaországba, hogy az ellene indított főbenjáró vádkeresetet megújíttassa és ártatlanságát kimutassa, ami sikerült is. A júliusi forradalom után 1830-ban az algériai parancsnokságot kapta, ahol a novemberben az Atlasz láncain át viselt győzelmes hadjáratáért tábornaggyá nevezték ki. Azonban a hadügyminiszterrel való egyenetlenségei következtében Algériából Franciaországba visszahívták, ahol nemsokára képviselővé választották. A parlamentben az ellenzékhez csatlakozott, és Algéria gyarmatosítása mellett kardoskodott. Midőn a kormány 1835-ben végre maga is hozzáfogott a rendszeres gyarmatosításhoz, Clauzelt bízta meg mint főkormányzót e feladat megoldásával, de 1837-ben megint visszahívták. 1838-tól ismételten tagja volt a képviselőháznak, ahol mindvégig az ellenzék híve maradt. Algériai hadi működéséről röpiratokat is tett közzé.